# Cappellari-Gletscher
Der Cappellari-Gletscher ist ein 18 km langer Gletscher im westantarktischen Marie-Byrd-Land. In den Hays Mountains fließt er von der Nordwestschulter des Mount Vaughan in westlicher Richtung zum Amundsen-Gletscher, den er unmittelbar nördlich des Mount Dort erreicht.
Eine erste grobe Kartierung erfolgte durch Teilnehmer der Byrd Antarctic Expedition (1928–1930). Der United States Geological Survey nahm anhand eigener Vermessungen und Luftaufnahmen der United States Navy aus den Jahren von 1960 bis 1964 eine neuerliche Kartierung vor. Das Advisory Committee on Antarctic Names benannte den Gletscher 1967 nach Lewis K. Cappellari (* 1937), Ionosphärenforscher auf der McMurdo-Station im Jahr 1965.